# Алфёрова, Татьяна Георгиевна
Татьяна Георгиевна Алфёрова (род. 2 августа 1958, Рыбинск) — российская писательница и поэтесса, куратор, журналистка, главный редактор издательства «Геликон Плюс».

## Биография
Татьяна Георгиевна Алфёрова родилась 2 августа 1958 года в Рыбинске.
Окончила Ленинградский институт инженеров железнодорожного транспорта, строительный факультет. Работала инженером, редактором, электромонтёром, куратором литературных вечеров и автором литературных программ «Две стороны», «Ликбез» в Центре современной литературы и Доме писателя Санкт-Петербурга.
В 1997 году организовала Пенсил-клуб, сообщество петербургских поэтов. Член Союза писателей Санкт-Петербурга и Союза российских писателей.
Первая подборка стихов Алфёровой вышла в многотиражке «Красный треугольник» в 1990 году. Публиковалась в журналах «Нева», «Звезда», «Зинзивер», «Литературная учёба», «Полдень 21 век», «Северная Аврора» и других, в газетах и коллективных сборниках. Выпустила как редактор и составитель три сборника по материалам Пенсил-клуба («Прижизненные записки Пенсил-клуба». — СПб.: Знак, 1999; «Своими словами». — СПб.: Борей-арт, 2004; «Пенсил-клуб плюс». — СПб.: Анима, 2010).
Алфёровой написано небольшое количество сценариев для самодеятельных театров. Входила в объединение НАСТ, которое состояло в основном из поэтов-работников котельных.
В 2004 году на ГТРК «Россия» выпускают радиоспектакль по повести Алфёровой «Неомифологический словарь»; в 2005 году транслируют рассказ «Имечко», в 2010-м — радиоспектакль по повести «Алмазы — навсегда».
Проживает в Санкт-Петербурге. Замужем.

## Характеристика творчества
«Татьяна Алфёрова — писатель тонкий, вдумчивый и нежный. Сегодня её смело можно отнести к числу наиболее интересных прозаиков Санкт-Петербурга.

Один из ведущих принципов её стиля — сплав реализма с фантастическим допущением, что делает её рассказы в хорошем смысле современными и интересными. Это же соединение фантастического и повседневного, часто комического, создает в тексте иронический и самоиронический подтексты, столь важные для литературы, поскольку именно они отличают её от исторической зарисовки, пламенной публицистики и пастырской проповеди». — Павел Крусанов. Отзыв к «Лестнице Ламарка» // «Лестница Ламарка»  — СПб.: Издательство «Геликон» 2012

«Алфёрова любит своих смешных героев, нелепых неудачников, пьяниц и обормотов, неудачливых живописцев, писателей, киношников. Людей из знакомого нам „довлатовского“ мира. Но от „довлатовщины“ первого раздела своего сборника она приходит к гофмановским мистическим превращениям, гофмановскому двоемирию, перепутанности сна и яви, и спирально выворачивает к лирическим, печальным рассказам последнего раздела». — Никита Елисеев. О «Лестнице Ламарка». // Проект «Читаем вместе». Книжная полка Никиты Елисеева. Выпуск 1. 2013-12-11

## Призы и награды
- Лауреат журнала «Зинзивер» «За лучшую прозу года» (2006)
- Лауреат премии им. Гоголя за книгу «Инвалиды любви» (2009)
- Лауреат премии «Молодой Петербург» за книгу «Инвалиды любви» (2010)
- Дар языков (СПб.: Лимбус-Пресс, 2021) — шорт-лист АБС-премии 2022 года